# Ali Mahmoud Abbas

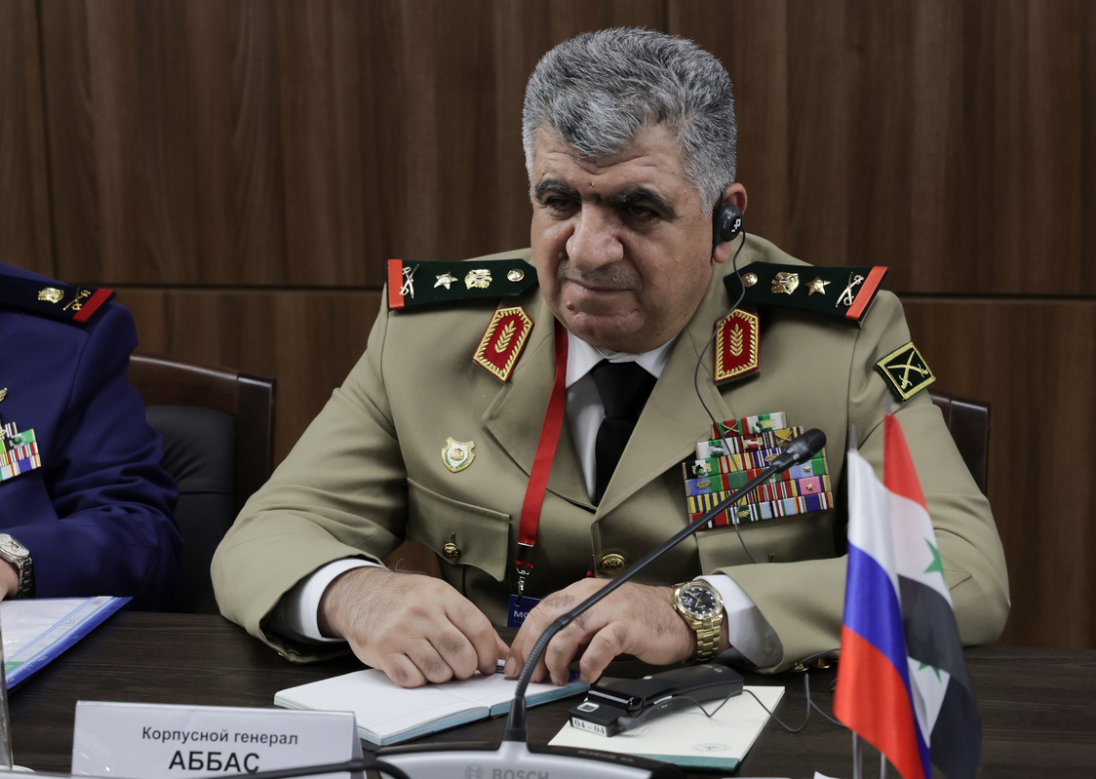
Ali Mahmoud Abbas, 2022

Ali Mahmoud Abbas (arabisch علي محمود عباس, DMG ʿAlī Maḥmūd ʿAbbās; * 2. November 1964 in Efra, Gouvernement Rif Dimaschq) ist ein syrischer Generalmajor und war vom 28. April 2022 bis zum 8. Dezember 2024 der 18. Verteidigungsminister von Syrien.

## Leben
Abbas wurde 1964 als Sunnit im kleinen Bergdorf Efra geboren, gelegen in den Ausläufern des Anti-Libanon etwa 20 Kilometer nordwestlich der syrischen Hauptstadt Damaskus. Am 3. Januar 1983 trat er als Offizieranwärter in das syrische Heer ein und wurde folglich an der Militärakademie in Homs zum Offizier ausgebildet. Mit der Beförderung zum Leutnant graduierte er am 7. Oktober 1985.
In seiner darauffolgenden Dienstzeit absolvierte Abbas neben seinem Militärdienst in Syrien auch eine Reihe ausländischer Hochwertlehrgänge mit Schwerpunkt in Landesverteidigung und internationalem Krisenmanagement, insbesondere 1997 in Pakistan, von 2000 bis 2001 am Royal College of Defence Studies in Großbritannien, im Jahr 2003 in Schweden und 2004 in den Niederlanden. 2006 folgte ein weiterer Lehrgang in Großbritannien.
Am 1. Januar 2018 wurde Abbas zum Generalmajor befördert, in diesem Dienstgrad wurde er am 18. März 2021 stellvertretender Generalstabschef der syrischen Streitkräfte. Mit der Ernennung zum 18. Verteidigungsminister per Präsidentialdekret am 28. April 2022 trat er die Nachfolge von Ali Abdullah Ayyoub an, am 30. April 2022 folgte die Beförderung zum Generalleutnant.
Am 5. Oktober 2023 besuchte Abbas die Graduierungsfeierlichkeiten syrischer Kadetten in Homs, verließ die Veranstaltung allerdings wenige Minuten bevor es zu einem Drohnenangriff auf die Militärakademie in Homs kam, der laut SOHR mindestens 129 Todesopfer forderte. Einen Tag später wohnte er der feierlichen Beerdigung vor dem Militärkrankenhaus in Homs bei.